# Franco Caprioli
Franco Caprioli (Mompeo, 5 aprile 1912 – Roma, 8 febbraio 1974) è stato un fumettista e pittore italiano.

## Biografia
A Mompeo, in provincia di Rieti, Franco Caprioli si dedicò inizialmente alla pittura prendendo lezioni da un maestro; nel 1934 realizzò un affresco nell'abbazia benedettina di Farfa. Si trasferì poi a Roma dove espose alla galleria S.A.C.A. in una mostra personale patrocinata da noti artisti liberty; si dedicò poi, dal 1937, all'illustrazione e al disegno, pubblicando su vari periodici come Argentovivo ed esordendo come autore di fumetti pubblicando la serie Gino e Piero (storie di due patriottici adolescenti) sul Vittorioso, rivista con la quale collaborerà fino al 1967. Nello stesso periodo incominciò a collaborare anche con l'Audace dove pubblicò la serie La perla nera scritta da Gian Luigi Bonelli. Per Topolino realizzò Fra i canachi di Matarewa poi rinominata L'Isola Giovedì, una storia ambientata nei Mari del Sud. Durante la guerra si sposò con Francesca Duranti e continuò la collaborazione con Il Vittorioso. Franco Caprioli è autore notevole sia per lo stile grafico innovativo e ispirato al pointillisme francese, caratterizzato da un disegno pulito, lineare, minuzioso, dalle ombreggiature a fitti puntini, sia per la serie di suggestivi racconti d'avventura spesso ambientati nei mari del sud. Al suo stile e ai temi delle sue storie, specialmente quelle ambientate nei Mari del Sud, si ispirarono molti altri disegnatori.
Nel dopoguerra su Giramondo fu pubblicata L'isola tabu, e in seguito Caprioli riprese la collaborazione con Topolino e Il Vittorioso; la collaborazione con quest'ultimo continuerà fino al 1967, producendo storie come Mino Dario e C, L'elefante Sacro, Una Strana Avventura, Dakota Jim, Aquila maris e tante altre. Passò poi a collaborare con Il Giornalino per il quale realizzò molte illustrazioni e copertine.
Durante gli anni cinquanta pubblicò ancora con Il Vittorioso numerose storie oltre a realizzare illustrazioni per pubblicazioni di vario genere come enciclopedie, riviste e romanzi. Inoltre realizzò per molti anni illustrazioni per un libro sulla preistoria, Viaggio attraverso la preistoria pubblicato poi dall'editore Armando Curcio nel 1965. Quando la collaborazione con Il Vittorioso (diventato Vitt) si interruppe alla fine degli anni Sessanta per chiusura del giornale, incominciò a lavorare per lo Studio Giolitti di Roma grazie al quale pubblicò anche in Gran Bretagna, Francia e Germania con moltissime illustrazioni e storie. I lavori eseguiti per la Francia furono pubblicati in Italia solo nel 2001, mentre quelli per l'Inghilterra nel 2005.
Successivamente, lavorò per il settimanale per ragazzi Il Giornalino, per il quale disegnò storie e adattamenti di opere letterarie di Giulio Verne (L'isola misteriosa, Un capitano di 15 anni e I figli del Capitano Grant) ed altri autori. Moby Dick, riduzione a fumetti del romanzo di Melville, fu pubblicato postumo dai Fratelli Spada nel 1975, nel n. 20 de I quaderni del fumetto. Franco Caprioli morì a Roma l'8 febbraio 1974.
Nel 1987 Paolo Ferriani Editore gli dedicò il secondo numero della collana I quaderni del fumetto italiano realizzato da Luigi Bernardi, Paolo Ferriani. Nel 2005 uscì un libro biografico della casa editrice Mercury, A tu per tu con Franco Caprioli, scritto dalla figlia Fulvia con Gianni Brunoro. Il centenario della sua nascita fu celebrato in modo grandioso a Moura, in Portogallo, nel 2012. A Roma, nel quartiere di Mezzocammino, nel 2005 gli fu intitolata una strada.
Nel 2022 la casa editrice Edizioni NPE ha inaugurato una collana dedicata a Franco Caprioli, che ripubblica le opere da lui realizzate.

## Riconoscimenti
- A Lucca viene allestita una mostra personale dedicata (1972).[4][6]
- Premio Il Cartoonist alla mostra Le tre Giornate del Fumetto di Genova, quale migliore autore italiano (1973).[4][6]
- Mostra retrospettiva Mompeo (1988).[6]
- Mostra intitolata "Franco Caprioli, l'illustratore dei grandi orizzonti" presso Expocartoon a Roma (1995).[6]

## Opere
- Franco Caprioli, Moby Dick - La balena bianca, Edizioni NPE, 2022 ISBN 9788836270569 [7]
- Franco Caprioli, Michele Strogoff - Il corriere dello zar, Edizioni NPE, 2022 ISBN 9788836270910 [8]
- Franco Caprioli, Claudio Nizzi, Un capitano di quindici anni, Edizioni NPE, 2022 ISBN 9788836270972 [9]
- Franco Caprioli, Gino D'Antonio, Roudolph, I figli del capitano Grant, Edizioni NPE 2023 ISBN 9788836271825 [10]
- Franco Caprioli, Claudio Nizzi, L'isola misteriosa, Edizioni NPE 2024 ISBN 9788836272129[11]
- Franco Caprioli, Letteratua di mare, Edizioni NPE 2024 ISBN  9788836272570